# Laxtartar

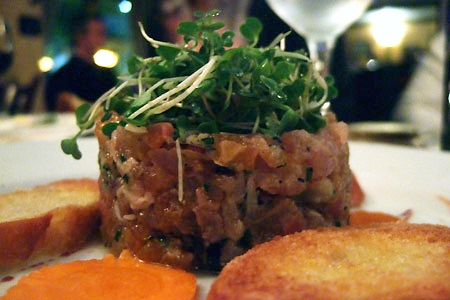
Tartar gjord på lax och tonfisk.

Laxtartar är en rätt bestående av laxbitar och ansjovis med sås som serveras på bröd. Tartar kallas rätter med ingredienser som inte är tillagade, som exempelvis råbiff, men här används alltså fisk istället för kött.